# 人格教育
人格教育（じんかくきょういく、character education）は、民主主義社会における市民の育成という観点から、子どもの人格の発展に働きかけ、子どもを取り巻く諸問題を解決することを目指した教育のこと。英語のcharacter educationの訳語であり性格教育や品格教育なども用いられる。

## 教育領域
アメリカ合衆国では、1980年代以降、従来ボランティア活動や奉仕活動として実施されていた活動が学校における教科教育と結びつけて実施されるサービス・ラーニング（SL）が実施されるようになった。これらは日本では人格教育は道徳教育の分野、サービス・ラーニングは公民教育の分野で取り上げられることが多かった。しかしアメリカ合衆国ではこれらは同一の目的のもとで併存した形で実施している州が多い。

## アメリカ
人格教育（品格教育）そのものは昔から存在していたが、20世紀の米国では価値や徳目は学校で教えるものではないとの風潮があったため学校教育としては一時的に衰退した。
しかし1990年代中頃から民族や宗教を超えた倫理的・文化的な徳目が必要と考えられるようになり新たな取り組みとして人格教育が展開されるようになった。